# Nekrolog 4. Quartal 1935
Nekrolog
◄◄
| ◄
| 1931
| 1932
| 1933
| 1934
| 1935 | 1936 | 1937 | 1938 | 1939 | ► | ►►
1. Quartal |
2. Quartal |
3. Quartal |
4. Quartal 1935
Weitere Ereignisse | Allgemeiner Nekrolog 1935
Die Beschreibung der verstorbenen Person sollte so kurz wie möglich gehalten sein und nur deren signifikante Tätigkeit(en) enthalten.
Neue Namen ggf. auch unter dem Geburts- und Sterbedatum, also etwa unter 1. Januar und im Geburts- und Sterbejahr (2024) eintragen (nur bei entsprechender großer Wichtigkeit). Für Beispiele siehe die schon vorhandenen Artikel.
Außerdem über die fünf zuletzt Verstorbenen, zu denen es einen ausreichend guten Artikel für eine Präsentation auf der Hauptseite gibt, nach der todesbedingten Überarbeitung der Artikel ggf. auch unter Wikipedia Diskussion:Hauptseite informieren und sie am besten auch in den anderen Wikipedia-Sprachversionen eintragen. Tipp: Regelmäßig bei news.google.de nach „ist tot“, „gestorben“ oder „verstorben“ suchen.
Wenn eine Person gestorben ist, gibt es viele Seiten zu dieser Person in der Wikipedia, die davon auch betroffen sind und entsprechend aktualisiert werden müssen. Beispiele: Namenübersichtsseite, Geburtsjahr, Geburtsort-Seiten und viele mehr.
Wie finde ich die betroffenen Seiten?
Im Suchfeld auf der linken Seite gibt man den Suchbegriff so ein: „Vorname Nachname“. Dann klickt man auf Volltext und alle Seiten mit entsprechendem Suchtext werden aufgerufen. Hier sieht man dann schnell, wo auch das Todesjahr Sinn macht oder sogar ein Teil des Artikels angepasst werden muss. Auch hilft das „Werkzeug“ auf der linken Seite sehr gut, um solche Seiten aufzufinden: „Links auf diese Seite“. Somit ist die Wikipedia wieder aktuell in allen Bereichen! Hinweis: bei Eintragung der Kategorie „Gestorben JAHR“ wird der Missbrauchsfilter 49 ausgelöst, was jedoch nicht schlimm ist. Siehe: Spezial:Missbrauchsfilter/49
Dies ist eine Liste von im vierten Quartal 1935 verstorbenen bekannten Persönlichkeiten. Die Einträge erfolgen innerhalb der einzelnen Daten alphabetisch sortiert. Tiere sind im Nekrolog für Tiere zu finden.

## Oktober
| Tag         | Name                                  | Beruf, bekannt als                                                                                           | Alter | Beleg |
| ----------- | ------------------------------------- | --- | ----- | ----- |
| 1. Oktober  | Gusztáv Buchböck                      | ungarischer Chemiker                                                                                         | 66    |       |
| 1. Oktober  | Wladimir Alexejewitsch Giljarowski    | russischer Publizist, Journalist und Schriftsteller                                                          | 79    |       |
| 1. Oktober  | Joe Walcott                           | barbadischer Boxer                                                                                           | 62    |       |
| 2. Oktober  | Alojz Gangl                           | slowenischer Bildhauer                                                                                       | 76    |       |
| 2. Oktober  | Ludwig Hofmann                        | deutscher Fußballspieler                                                                                     | 35    |       |
| 2. Oktober  | Georg Arthur Jensen                   | dänischer Künstler                                                                                           | 69    |       |
| 2. Oktober  | Ferdinand Kinz                        | österreichischer Politiker; Landtagsabgeordneter zum Vorarlberger Landtag, Reichsratsabgeordneter            | 63    |       |
| 2. Oktober  | Hermann Krukenberg                    | deutscher Arzt und Orthopäde                                                                                 | 72    |       |
| 2. Oktober  | Ferdinand Reinold                     | österreichischer Maler                                                                                       | 50    |       |
| 2. Oktober  | Alfred Schrötter von Kristelli        | österreichischer Maler und Kunsterzieher                                                                     | 84    |       |
| 2. Oktober  | Milada Skrbková                       | tschechoslowakische Tennisspielerin                                                                          | 38    |       |
| 2. Oktober  | Frank B. Weeks                        | US-amerikanischer Geschäftsmann, Politiker und Gouverneur von Connecticut                                    | 81    |       |
| 3. Oktober  | Harold Dudley                         | englischer Biochemiker                                                                                       | 47    |       |
| 3. Oktober  | Wilhelm Peetz                         | kommunistischer Widerstandskämpfer                                                                           | 43    |       |
| 3. Oktober  | Mykola Wassylenko                     | ukrainischer Politiker, Präsident der Ukrainischen Akademie der Wissenschaften                               | 69    |       |
| 4. Oktober  | Jean Béraud                           | französischer Maler und Graphiker                                                                            | 86    |       |
| 4. Oktober  | Alois Fuetsch                         | österreichischer Orgelbauer                                                                                  | 75    |       |
| 4. Oktober  | Georg Gröne                           | deutscher Bildhauer                                                                                          | 71    |       |
| 4. Oktober  | Marie Gutheil-Schoder                 | deutsche Opernsängerin (Sopran)                                                                              | 61    |       |
| 4. Oktober  | Hayashi Tsuruichi                     | japanischer Mathematiker                                                                                     | 62    |       |
| 5. Oktober  | Mirschaqyp Dulatuly                   | kasachischer Dichter und Schriftsteller                                                                      | 49    |       |
| 5. Oktober  | Henry de Jouvenel                     | französischer Politiker, Senator und Minister                                                                | 59    |       |
| 5. Oktober  | Max Sachs                             | deutscher Redakteur, Journalist und Politiker                                                                | 52    |       |
| 5. Oktober  | Arnold Schröer                        | österreichisch-deutscher Anglist und Hochschullehrer                                                         | 77    |       |
| 6. Oktober  | Frederic Hymen Cowen                  | englischer Komponist, Pianist und Dirigent                                                                   | 83    |       |
| 6. Oktober  | George von Engelbrechten              | preußischer General der infanterie                                                                           | 80    |       |
| 6. Oktober  | Bernhard Girke                        | deutscher Politiker (SPD)                                                                                    | 61    |       |
| 6. Oktober  | Iwan Stepanowitsch Prochanow          | Ingenieur, baptistischer Theologe                                                                            | 66    |       |
| 6. Oktober  | Frederick Leslie Ransome              | US-amerikanischer Geologe                                                                                    | 66    |       |
| 7. Oktober  | Grace Bussell                         | australische Frau, Lebensretterin                                                                            |       |       |
| 7. Oktober  | Rudolf Erdös                          | österreichischer Architekt                                                                                   | 59    |       |
| 7. Oktober  | Friedrich von Hombergk zu Vach        | Innenminister im Großherzogtum Hessen                                                                        | 78    |       |
| 7. Oktober  | George Ramsay                         | schottischer Fußballspieler und -trainer                                                                     | 80    |       |
| 8. Oktober  | Hans Tropsch                          | deutscher Chemiker                                                                                           | 46    |       |
| 9. Oktober  | Gustaf Adolf Boltenstern senior       | schwedischer Dressurreiter                                                                                   | 74    |       |
| 9. Oktober  | Wilhelm von dem Knesebeck             | preußischer Generalleutnant                                                                                  | 94    |       |
| 9. Oktober  | Otto Körner                           | deutscher Mediziner mit Fachgebiet Hals-Nasen-Ohren-Heilkunde                                                | 77    |       |
| 9. Oktober  | Pierre Nommesch                       | luxemburgischer Bischof (1920–1935)                                                                          | 70    |       |
| 9. Oktober  | Boris Julianowitsch Poplawski         | russischer Schriftsteller                                                                                    | 32    |       |
| 9. Oktober  | Sophie Reinheimer                     | deutsche Kinder- und Jugendliteraturschriftstellerin                                                         | 61    |       |
| 9. Oktober  | Paul Speiser                          | Schweizer Politiker                                                                                          | 88    |       |
| 9. Oktober  | Carl von Tyszka                       | deutscher Finanzwissenschaftler                                                                              | 62    |       |
| 10. Oktober | Heinrich Arnhold                      | deutscher Bankier, Sammler, Mäzen und Esperantist                                                            | 50    |       |
| 10. Oktober | Paul Kronegg                          | österreichischer Sänger und Schauspieler                                                                     | 50    |       |
| 10. Oktober | Michail Alexandrowitsch Menzbier      | russischer Ornithologe                                                                                       | 79    |       |
| 11. Oktober | Agnes Adler                           | dänische Pianistin und Musikpädagogin                                                                        | 70    |       |
| 11. Oktober | Eugen Kalau vom Hofe                  | deutscher Marineoffizier und Marineattaché                                                                   | 79    |       |
| 11. Oktober | Christoph Karst                       | deutscher katholischer Geistlicher                                                                           | 71    |       |
| 11. Oktober | Samuel Peploe                         | schottischer Maler                                                                                           | 64    |       |
| 11. Oktober | Steele Rudd                           | australischer Schriftsteller                                                                                 | 66    |       |
| 11. Oktober | Otto Strack                           | deutscher Architekt                                                                                          |       |       |
| 12. Oktober | Albert Hirth                          | deutscher Erfinder                                                                                           | 77    |       |
| 12. Oktober | Samuel Cox Hooker                     | englischer Chemiker in den USA                                                                               | 71    |       |
| 12. Oktober | Sam A. Kozer                          | US-amerikanischer Politiker                                                                                  | 63    |       |
| 12. Oktober | Sigmund Lindauer                      | deutscher Textilunternehmer                                                                                  | 72    |       |
| 13. Oktober | Marcel Ballot                         | französischer Automobilrennfahrer                                                                            | 35    |       |
| 13. Oktober | Josuë Dupon                           | belgischer Bildhauer und Medailleur                                                                          | 71    |       |
| 13. Oktober | Adolf Imboden                         | Schweizer Politiker, Adovakt, Notar und Richter                                                              | 71    |       |
| 13. Oktober | Wilhelm Wisser                        | deutscher Gymnasialprofessor und Mundartforscher                                                             | 92    |       |
| 14. Oktober | Joseph Göttler                        | deutscher katholischer Theologe und Pädagoge                                                                 | 61    |       |
| 14. Oktober | Friedrich Karl Walter                 | deutscher Psychiater, Neurologe, Anatom und Hochschullehrer                                                  | 54    |       |
| 15. Oktober | Werner Abel                           | deutscher Journalist                                                                                         | 33    |       |
| 15. Oktober | Josef Bacher                          | österreichischer Sprachwissenschaftler, Volkskundler und Priester                                            | 71    |       |
| 15. Oktober | Hermann Haas                          | deutscher Architekt, Maler und Keramiker                                                                     | 57    |       |
| 15. Oktober | Josef Strasser                        | sozialistischer Politiker, Journalist und marxistischer Theoretiker                                          | 65    |       |
| 15. Oktober | Heinrich Tuschke                      | deutscher Kaufmann, Konservenfabrikant, Wegbereiter von Sauerkraut in 1-Liter-Dosen                          | 67    |       |
| 16. Oktober | Franz Albert Bach                     | deutscher Architekt und Immobilien-Unternehmer                                                               | 70    |       |
| 16. Oktober | Alexander Wassiljewitsch Fomin        | russisch-sowjetischer Botaniker, Zoologe und Mikrobiologe                                                    | 68    |       |
| 16. Oktober | Gustav Schneider                      | deutscher Politiker (DDP), MdR                                                                               | 58    |       |
| 17. Oktober | Gustav Hestermann                     | deutscher Jurist und Politiker (Wirtschaftspartei), MdL                                                      | 41    |       |
| 18. Oktober | Robert Dahlander                      | schwedischer Ingenieur                                                                                       | 65    |       |
| 18. Oktober | Gaston Lachaise                       | französisch-US-amerikanischer Bildhauer                                                                      | 53    |       |
| 19. Oktober | Wilhelm Heute                         | deutscher Schriftsteller                                                                                     | 52    |       |
| 19. Oktober | Anna Iljinitschna Jelisarowa-Uljanowa | russische Publizistin und Schwester von Wladimir Lenin                                                       | 71    |       |
| 19. Oktober | Henry M. Kimball                      | US-amerikanischer Politiker                                                                                  | 57    |       |
| 19. Oktober | Oda Krohg                             | norwegische Malerin                                                                                          | 75    |       |
| 20. Oktober | Adolphus Greely                       | US-amerikanischer Polarforscher und Offizier                                                                 | 91    |       |
| 20. Oktober | Peter Christian Hansen                | deutscher Sozialpolitiker                                                                                    | 82    |       |
| 20. Oktober | Arthur Henderson                      | britischer Politiker, Mitglied des House of Commons                                                          | 72    |       |
| 20. Oktober | August Pschorr                        | deutscher Unternehmer, geheimer Kommerzienrat und Generaldirektor der Pschorrbräu AG Bierbrauerei in München | 73    |       |
| 20. Oktober | Arthur Robison                        | deutscher Filmregisseur und Drehbuchautor                                                                    | 52    |       |
| 20. Oktober | Sidney Smith                          | US-amerikanischer Comiczeichner und Cartoonist                                                               | 58    |       |
| 21. Oktober | Karl Brunner                          | österreichischer Chemiker                                                                                    | 80    |       |
| 21. Oktober | Hugo Falkenheim                       | deutscher Literaturwissenschaftler                                                                           | 69    |       |
| 21. Oktober | Ludwig Schmederer                     | deutscher Unternehmer und Mäzen                                                                              | 89    |       |
| 21. Oktober | Richard Wahle                         | österreichischer Philosoph, Psychologe und Pädagoge                                                          | 78    |       |
| 21. Oktober | Grete Walter                          | deutsche Widerstandskämpfer gegen den Nationalsozialismus                                                    | 22    |       |
| 22. Oktober | Edward Carson                         | irischer Politiker, Mitglied des House of Commons                                                            | 81    |       |
| 22. Oktober | Stanislaus Klemme                     | deutscher Industrieller                                                                                      | 78    |       |
| 22. Oktober | Joseph De Luca                        | italienisch-amerikanischer Musiker und Komponist                                                             | 45    |       |
| 22. Oktober | Komitas Vardapet                      | armenischer Priester, Komponist, Chormusiker und Musikwissenschaftler                                        |       |       |
| 22. Oktober | Max Rothfels                          | deutscher Rechtsanwalt und Notar                                                                             | 81    |       |
| 22. Oktober | Harry S. Swarth                       | US-amerikanischer Ornithologe und Mammaloge                                                                  | 57    |       |
| 22. Oktober | Josef Palme                           | österreichischer Politiker (SDAP), Landtagsabgeordneter, Mitglied des Bundesrates                            | 76    |       |
| 23. Oktober | Franz Bölsche                         | deutscher Organist und Komponist                                                                             | 66    |       |
| 23. Oktober | Peter E. Costello                     | US-amerikanischer Politiker                                                                                  | 82    |       |
| 23. Oktober | Charles Demuth                        | US-amerikanischer Maler                                                                                      | 51    |       |
| 23. Oktober | Wilhelm Friedrich Loeper              | deutscher Politiker (NSDAP), MdR und Gauleiter                                                               | 52    |       |
| 23. Oktober | Reinhold Seeberg                      | deutscher evangelischer Theologe                                                                             | 76    |       |
| 24. Oktober | Otto Berman                           | Mafioso in New York, Angehöriger der Gang von Dutch Schultz                                                  |       |       |
| 24. Oktober | Ettore Marchiafava                    | italienischer Mediziner, Pathologe und Neurologe                                                             | 88    |       |
| 24. Oktober | Willy Moog                            | deutscher Philosoph, Altphilologe und Reformpädagoge                                                         | 47    |       |
| 24. Oktober | Edward Morris, 1. Baron Morris        | neufundländischer Politiker                                                                                  | 76    |       |
| 24. Oktober | Henri Pirenne                         | belgischer Historiker                                                                                        | 72    |       |
| 24. Oktober | J. J. Ryffel                          | Schweizer Musiklehrer und Dirigent                                                                           | 74    |       |
| 24. Oktober | Dutch Schultz                         | US-amerikanischer Krimineller                                                                                | 34    |       |
| 25. Oktober | William Leushner                      | US-amerikanischer Sportschütze                                                                               | 71    |       |
| 25. Oktober | Karl Lilienthal                       | deutscher Reichsgerichtsrat                                                                                  | 77    |       |
| 25. Oktober | George Prodgers                       | kanadischer Eishockeyspieler und -trainer                                                                    | 44    |       |
| 26. Oktober | Ákos Buttykay                         | ungarischer Komponist                                                                                        | 64    |       |
| 26. Oktober | Paul Knipping                         | deutscher Physiker                                                                                           | 52    |       |
| 27. Oktober | Karl Braun                            | deutscher Botaniker                                                                                          | 65    |       |
| 27. Oktober | Otto Laubinger                        | Schauspieler am Berliner Staatstheater und Funktionär in der Zeit des Nationalsozialismus                    | 43    |       |
| 27. Oktober | Adolf Schmidt                         | deutscher Bibliothekar                                                                                       | 77    |       |
| 28. Oktober | Albert Grünwedel                      | deutscher Archäologe                                                                                         | 79    |       |
| 28. Oktober | Paul Roux                             | deutscher Fechtmeister                                                                                       | 65    |       |
| 28. Oktober | Erich Schneider                       | deutscher Politiker (NSDAP), MdR                                                                             | 43    |       |
| 29. Oktober | Alwin Neuß                            | deutscher Schauspieler und Filmregisseur                                                                     | 56    |       |
| 30. Oktober | Alexander Hans Bernewitz              | deutscher Bischof, erster Bischof der Evangelisch-Lutherischen Landeskirche in Braunschweig                  | 72    |       |
| 30. Oktober | Ludwig Blattner                       | deutsch-britischer Unternehmer, Filmproduzent und Erfinder                                                   |       |       |
| 30. Oktober | Robert Brenner                        | deutscher Bergingenieur und Manager im Steinkohlenbergbau                                                    | 73    |       |
| 31. Oktober | Robert Böninger                       | deutscher Maler und Grafiker der Düsseldorfer Schule                                                         | 66    |       |
| 31. Oktober | Charles Loring Jackson                | US-amerikanischer Chemiker                                                                                   | 88    |       |
| 31. Oktober | Magda Kröner                          | deutsche Malerin                                                                                             | 81    |       |
| 31. Oktober | Sylvain Lévi                          | französischer Indologe                                                                                       | 72    |       |

## November
| Tag          | Name                                           | Beruf, bekannt als                                                                                     | Alter | Beleg |
| ------------ | ---------------------------------------------- | --- | ----- | ----- |
| 1. November  | Lucien Emile Francqui                          | belgischer Afrikaforscher und Staatsmann                                                               | 72    |       |
| 1. November  | Georg Lilie                                    | deutscher Landschaftsmaler und Architekturzeichner, zudem Zeichenlehrer und Heimatkundler              | 61    |       |
| 2. November  | Jock Cameron                                   | südafrikanischer Cricketspieler                                                                        | 30    |       |
| 2. November  | Max Eisfeld                                    | deutscher Theaterschauspieler                                                                          | 72    |       |
| 2. November  | Otto von Pelser-Berensberg                     | deutsch-niederländischer Unternehmer und Honorarkonsul                                                 | 78    |       |
| 2. November  | Sam R. Sells                                   | US-amerikanischer Politiker                                                                            | 64    |       |
| 2. November  | Rudolf Steinweg                                | deutscher Rennfahrer                                                                                   |       |       |
| 2. November  | Max von Velsen                                 | deutscher Kommerzienrat und Textilunternehmer                                                          | 81    |       |
| 2. November  | Themistocles Żammit                            | maltesischer Gelehrter                                                                                 | 71    |       |
| 3. November  | Edmund Stengel                                 | deutscher Romanist und Politiker (FVp), MdR                                                            | 90    |       |
| 3. November  | Hugo Stotz                                     | deutscher Erfinder und Unternehmer auf dem Gebiet der Elektrotechnik                                   | 66    |       |
| 4. November  | Bernard Loder                                  | niederländischer Jurist und erster Präsident des Ständigen Internationalen Gerichtshofs                | 86    |       |
| 4. November  | Walter Mahlberg                                | deutscher Wirtschaftswissenschaftler                                                                   | 51    |       |
| 4. November  | Matthias Partik                                | österreichischer Politiker (CSP), Abgeordneter zum Nationalrat                                         | 66    |       |
| 4. November  | Miklós Radnai                                  | ungarischer Komponist und Opernintendant                                                               | 43    |       |
| 5. November  | Francis Richard Bingham                        | britischer Offizier der British Army, Generalmajor                                                     | 72    |       |
| 5. November  | Robert Fuchs-Liska                             | deutscher Schauspieler und Schriftsteller                                                              | 64    |       |
| 5. November  | Friedrich Pregl                                | österreichischer Angestellter und Politiker                                                            | 40    |       |
| 5. November  | Jakob Rebmann                                  | Priester, Jesuit, Universitätsprofessor in USA                                                         | 84    |       |
| 5. November  | Aaron Sparks                                   | US-amerikanischer Bluesmusiker                                                                         | 29    |       |
| 6. November  | Laurids Bruun                                  | dänischer Schriftsteller                                                                               | 71    |       |
| 6. November  | Hugo Heermann                                  | deutscher Violinist                                                                                    | 91    |       |
| 6. November  | Henry Fairfield Osborn                         | US-amerikanischer Geologe, Paläontologe und Eugeniker                                                  | 78    |       |
| 6. November  | Billy Sunday                                   | US-amerikanischer Sportler und Massenprediger                                                          | 72    |       |
| 7. November  | Emil Hardmeier                                 | Schweizer Lehrer und Politiker                                                                         | 65    |       |
| 7. November  | Carl Holsøe                                    | dänischer Maler der Genreszenen in Wohnräumen                                                          | 72    |       |
| 7. November  | Paul Schubring                                 | deutscher Kunsthistoriker                                                                              | 66    |       |
| 7. November  | Carl von Wolff                                 | deutscher Jurist und Politiker                                                                         | 79    |       |
| 8. November  | Elisabeth Förster-Nietzsche                    | Schwester des Philosophen Friedrich Nietzsche                                                          | 89    |       |
| 8. November  | Charles Kingsford Smith                        | australischer Militärpilot im Ersten Weltkrieg und Flugpionier                                         | 38    |       |
| 8. November  | Friedrich Latendorf                            | deutscher Maler                                                                                        | 68    |       |
| 8. November  | Emil Lewanow                                   | deutscher Radsportler                                                                                  | 37    |       |
| 8. November  | Heinrich von Lützow                            | österreichischer Diplomat                                                                              | 83    |       |
| 8. November  | Paolo Orsi                                     | italienischer Prähistoriker und Klassischer Archäologe                                                 | 76    |       |
| 8. November  | Hans Windisch                                  | deutscher evangelischer Theologe und Professor                                                         | 54    |       |
| 9. November  | Karl-August Crisolli                           | deutscher Jurist                                                                                       | 35    |       |
| 9. November  | Walter L. Fisher                               | US-amerikanischer Politiker                                                                            | 73    |       |
| 9. November  | Franz Xaver Hoën                               | deutscher Mühlenbesitzer und Politiker (Zentrum), MdR                                                  | 71    |       |
| 10. November | Charles Jeffery                                | US-amerikanischer Automobilfabrikant und Präsident der Thomas B. Jeffery Company                       | 59    |       |
| 10. November | Franz Xaver Schweyer                           | deutscher Jurist, Verwaltungsbeamter und Politiker (BVP), bayerischer Staatsminister                   | 67    |       |
| 11. November | Emile Lauber                                   | Schweizer Dirigent, Komponist und Musikpädagoge                                                        | 69    |       |
| 11. November | Alfred Waas                                    | Schweizer Opernsänger                                                                                  | 54    |       |
| 12. November | Kurt Gabriel                                   | deutscher Architekt                                                                                    | 62    |       |
| 13. November | Richard Deutschmann                            | deutscher Augenarzt                                                                                    | 82    |       |
| 13. November | Paul Raschein                                  | Schweizer Landwirt, Jurist und Politiker                                                               | 71    |       |
| 13. November | Max Vollert                                    | deutscher Jurist, Kurator und Autor                                                                    | 84    |       |
| 13. November | Josef Wohlfartstetter                          | österreichischer Orgelbauer                                                                            | 70    |       |
| 14. November | John George Burnett                            | britischer Politiker, Mitglied des House of Commons                                                    | 59    |       |
| 14. November | Moïse de Camondo                               | französischer Bankier und Kunstsammler                                                                 | 75    |       |
| 14. November | Carl Faust                                     | deutscher Genre- und Porträtmaler                                                                      | 61    |       |
| 14. November | Wilhelm Momm                                   | deutscher Verwaltungsjurist                                                                            | 70    |       |
| 15. November | Eduard Euller                                  | österreichischer Politiker, Landtagsabgeordneter, Linzer Bürgermeister, Mitglied des Bundesrates       | 61    |       |
| 15. November | Karl von Scholten                              | deutscher Kunstmaler                                                                                   | 74    |       |
| 15. November | Victor Schweizer                               | deutscher Verleger und Neugeistler                                                                     | 62    |       |
| 16. November | Félix José de Augusta                          | deutscher Chirurg, Missionar des Kapuzinerordens und Sprachwissenschaftler                             | 74    |       |
| 16. November | Gerhard von Buchka                             | deutscher Jurist, Richter, und Politiker, MdR und Direktor der Kolonialabteilung des Auswärtigen Amtes | 83    |       |
| 16. November | Joseph Lippl                                   | deutscher Alttestamentler und Hochschullehrer                                                          | 59    |       |
| 16. November | Kurt Schindler                                 | deutscher Dirigent und Komponist                                                                       | 53    |       |
| 17. November | Harry H. Dale                                  | US-amerikanischer Jurist und Politiker                                                                 | 66    |       |
| 17. November | Franz Kaim                                     | deutscher Konzertunternehmer und Autor                                                                 | 79    |       |
| 17. November | Stanisław Starzyński                           | polnischer Politiker, Jurist und Universitätsprofessor                                                 | 82    |       |
| 18. November | Maciej Biesiadecki                             | polnischer Politiker; Generalkommissar in der Freien Stadt Danzig (1920–1921)                          | 71    |       |
| 18. November | Louis Fitzhenry                                | US-amerikanischer Jurist und Politiker                                                                 | 65    |       |
| 18. November | Anton Hekking                                  | niederländischer Cellist                                                                               | 80    |       |
| 18. November | Wilhelm Otto Peters                            | norwegischer Maler                                                                                     | 84    |       |
| 18. November | George Cameron Stone                           | US-amerikanischer Metallurge und Ingenieur für Bergbau, Waffensammler                                  | 76    |       |
| 19. November | Hermann Dechent                                | deutscher lutherischer Theologe und Pfarrer                                                            | 85    |       |
| 19. November | Robert Lobenberg                               | deutscher Bildhauer                                                                                    | 64    |       |
| 19. November | August Schanz                                  | deutscher Schlossermeister und Kommunalpolitiker                                                       | 64    |       |
| 20. November | John Jellicoe, 1. Earl Jellicoe                | britischer Admiral und Generalgouverneur von Neuseeland                                                | 75    |       |
| 20. November | Izz ad-Din al-Qassam                           | islamischer Kleriker                                                                                   |       |       |
| 20. November | Emil Treptow                                   | deutscher Bergbauwissenschaftler                                                                       | 81    |       |
| 21. November | Gaetano Giardino                               | italienischer Marschall und Senator                                                                    | 71    |       |
| 21. November | Ibrahim Hananu                                 | Gründer des syrischen Nationalen Blockes                                                               |       |       |
| 21. November | Alois Jegg                                     | deutscher Schreinermeister                                                                             | 83    |       |
| 21. November | John McIntyre                                  | Erzbischof von Birmingham                                                                              | 80    |       |
| 21. November | Agnes Pockels                                  | deutsche Physikerin                                                                                    | 73    |       |
| 22. November | Eberhard Arnold                                | deutscher Theologe, Pädagoge, Publizist und Gründer der Bruderhofgemeinschaften                        | 52    |       |
| 22. November | Joseph Kübler                                  | Landtagsabgeordneter                                                                                   | 87    |       |
| 23. November | Louise Mack                                    | australische Journalistin und Autorin                                                                  | 65    |       |
| 23. November | Charles Murphy                                 | kanadischer Politiker                                                                                  | 71    |       |
| 24. November | Herbert Schmalz                                | britischer Maler                                                                                       | 79    |       |
| 25. November | Anastasia von Montenegro                       | Mitglied aus dem Haus Petrović-Njegoš                                                                  | 67    |       |
| 25. November | Iyasu V.                                       | ungekrönter Kaiser von Äthiopien                                                                       | 38    |       |
| 26. November | Paul Askonas                                   | österreichischer Schauspieler                                                                          | 63    |       |
| 26. November | Paul Gisevius                                  | deutscher Agrarwissenschaftler                                                                         | 77    |       |
| 26. November | Karl Kuk                                       | österreichischer General und Militärgouverneur im Ersten Weltkrieg                                     | 81    |       |
| 26. November | Julius Stenzel                                 | deutscher klassischer Philologe                                                                        | 52    |       |
| 27. November | Luise Hoffmann                                 | deutsche Fliegerin                                                                                     | 25    |       |
| 27. November | Friedrich von Hössle                           | deutscher Chemiker, Papierhistoriker und Wasserzeichenforscher                                         | 79    |       |
| 27. November | Friedrich Rosen                                | deutscher Orientalist, Diplomat und Politiker                                                          | 79    |       |
| 27. November | Kurt von Wahlen-Jürgass                        | preußischer Offizier, zuletzt Generalmajor                                                             | 73    |       |
| 28. November | Erich Moritz von Hornbostel                    | österreichisch-deutscher Musikethnologe                                                                | 58    |       |
| 28. November | Nikolai Matwejewitsch Kischner                 | russischer Chemiker                                                                                    | 67    |       |
| 28. November | Georg Pauli                                    | schwedischer Maler                                                                                     | 80    |       |
| 28. November | Hans Praschma von Bilkau                       | deutscher Gutsbesitzer, Offizier und Politiker, MdR                                                    | 67    |       |
| 28. November | James S. Simmons                               | US-amerikanischer Politiker                                                                            | 74    |       |
| 29. November | Claire von Abegg                               | deutsche Adlige                                                                                        | 61    |       |
| 29. November | Ivar Bendixson                                 | schwedischer Mathematiker                                                                              | 74    |       |
| 29. November | Henry P. Cheatham                              | US-amerikanischer Politiker                                                                            | 77    |       |
| 29. November | Theodor von Hassel                             | deutscher Offizier und Landwirt in Ostafrika                                                           | 67    |       |
| 29. November | Joseph Ludwig Marenzi von Tagliuno und Talgate | österreichischer Beamter                                                                               | 81    |       |
| 29. November | Frank Nye                                      | US-amerikanischer Politiker                                                                            | 83    |       |
| 30. November | Ida Altmann                                    | deutsche Gewerkschafterin und Akteurin der proletarischen Frauenbewegung                               | 73    |       |
| 30. November | Gian Fontana                                   | Schweizer Schriftsteller und Lehrer                                                                    | 38    |       |
| 30. November | Francis F. Patterson                           | US-amerikanischer Politiker                                                                            | 68    |       |
| 30. November | Fernando Pessoa                                | portugiesischer Dichter und Schriftsteller                                                             | 47    |       |
| 30. November | Adrian Scott Stokes                            | englischer Landschaftsmaler                                                                            | 80    |       |
|              | Charlie Green                                  | US-amerikanischer Blues- und Jazz-Posaunist                                                            |       |       |
|              | Giacomo Merculiano                             | italienisch-französischer Bildhauer und Medailleur                                                     | 76    |       |

## Dezember
| Tag          | Name                                   | Beruf, bekannt als | Alter | Beleg |
| ------------ | -------------------------------------- | --- | ----- | ----- |
| 1. Dezember  | Maria Elisa Andreoli                   | italienische römisch-katholische Ordensfrau und Ordensgründerin                                                               | 74    |       |
| 1. Dezember  | John Irwin Hutchinson                  | US-amerikanischer Mathematiker                                                                                                | 68    |       |
| 1. Dezember  | Richard Mayr                           | österreichischer Tenor der Klassischen Musik                                                                                  | 58    |       |
| 1. Dezember  | Hermann Petzet                         | deutscher Maler | 75    |       |
| 1. Dezember  | Bernhard Schmidt                       | estnisch-deutscher Optiker | 56    |       |
| 1. Dezember  | Rudolf Struck                          | deutscher Arzt und Heimatforscher                                                                                             | 73    |       |
| 2. Dezember  | Albert Ayat                            | französischer Fechter | 60    |       |
| 2. Dezember  | James H. Breasted                      | US-amerikanischer Ägyptologe und Historiker                                                                                   | 70    |       |
| 2. Dezember  | Hermann von Haag                       | bayerischer General der Infanterie                                                                                            | 92    |       |
| 2. Dezember  | Reinhold von Lilienthal                | deutscher Mathematiker | 78    |       |
| 3. Dezember  | Arthur Giesl von Gieslingen            | österreichischer Feldmarschalleutnant                                                                                         | 78    |       |
| 3. Dezember  | Burghard von Oven                      | deutscher Offizier, zuletzt General der Infanterie                                                                            | 74    |       |
| 3. Dezember  | Milman Parry                           | amerikanischer Klassischer Philologe und Homer-Forscher                                                                       |       |       |
| 3. Dezember  | Albert Ursprung                        | Schweizer Richter und Politiker (FDP)                                                                                         | 73    |       |
| 3. Dezember  | Victoria von Großbritannien und Irland | britische Prinzessin | 67    |       |
| 4. Dezember  | Johan Halvorsen                        | norwegischer Komponist und Dirigent                                                                                           | 71    |       |
| 4. Dezember  | Charles Richet                         | französischer Mediziner und Nobelpreisträger                                                                                  | 85    |       |
| 5. Dezember  | Henry Wald Bettmann                    | US-amerikanischer Schachkomponist                                                                                             | 67    |       |
| 5. Dezember  | Vittorio Güttner                       | österreichisch-deutscher Bildhauer, Schauspieler und Hobby-Indianistiker                                                      | 66    |       |
| 5. Dezember  | Max von Oberleithner                   | österreichischer Jurist, Tuchfabrikant, Komponist und Dirigent                                                                | 67    |       |
| 6. Dezember  | Otto Franke                            | deutscher Turner und Steinstoßer                                                                                              |       |       |
| 6. Dezember  | John Stuart Mackenzie                  | britischer Philosoph | 75    |       |
| 7. Dezember  | Wera Wsewolodowna Baranowskaja         | russische Schauspielerin | 50    |       |
| 7. Dezember  | Joseph Douglass                        | afroamerikanischer Konzertgeiger                                                                                              | 64    |       |
| 7. Dezember  | At-Tāhir al-Haddād                     | tunesischer Schriftsteller, Gelehrter and Reformer                                                                            | 36    |       |
| 7. Dezember  | Wilhelm Kleberger                      | deutscher Agrikulturchemiker                                                                                                  | 57    |       |
| 8. Dezember  | C. Hayden Coffin                       | britischer Schauspieler und Sänger                                                                                            | 73    |       |
| 8. Dezember  | Albert Jesionek                        | deutscher Dermatologe und Hochschullehrer                                                                                     | 65    |       |
| 8. Dezember  | Erkki Karu                             | finnischer Filmregisseur und -produzent                                                                                       | 48    |       |
| 8. Dezember  | Charlotte Niese                        | deutsche Schriftstellerin | 81    |       |
| 9. Dezember  | Minna Bollmann                         | deutsche Politikerin (SPD), MdNV, MdL                                                                                         | 59    |       |
| 9. Dezember  | Georg Bondi                            | deutscher Verleger | 70    |       |
| 9. Dezember  | Nina Grieg                             | dänisch-norwegische Sängerin (Sopran)                                                                                         | 90    |       |
| 9. Dezember  | Karl Löffler                           | deutscher Bibliothekar und Handschriftenkundler                                                                               | 60    |       |
| 9. Dezember  | Lafayette B. Mendel                    | US-amerikanischer Biochemiker und Mitentdecker des Vitamin A                                                                  | 63    |       |
| 9. Dezember  | Katharina Schynse                      | deutsche Gründerin einer Missionsgesellschaft                                                                                 | 81    |       |
| 9. Dezember  | Arthur Searcy                          | australischer Verwaltungsbeamter                                                                                              | 83    |       |
| 10. Dezember | Achille Grospierre                     | Schweizer Politiker, Gewerkschafter und Uhrmacher                                                                             | 63    |       |
| 10. Dezember | August Köster                          | deutscher Klassischer Archäologe                                                                                              | 62    |       |
| 10. Dezember | Hermann Losch                          | deutscher Nationalökonom, Statistiker, Hochschullehrer und evangelischer Geistlicher                                          | 72    |       |
| 10. Dezember | Pío Romero Bosque                      | Präsident von El Salvador |       |       |
| 10. Dezember | Alfred Sharpe                          | englischer Afrikaforscher | 82    |       |
| 11. Dezember | John S. Benham                         | US-amerikanischer Politiker                                                                                                   | 72    |       |
| 11. Dezember | Oswald Eccher ab Eccho                 | Landesbefehlshaber von Tirol                                                                                                  | 69    |       |
| 11. Dezember | Erich Freyer                           | preußischer Generalleutnant                                                                                                   | 80    |       |
| 11. Dezember | Johann Hamann                          | deutscher Fotograf | 76    |       |
| 11. Dezember | Heinrich Tiefers                       | deutscher Bankdirektor und Königlich-Niederländischer Konsul                                                                  | 62    |       |
| 11. Dezember | Adolf Wommelsdorff                     | deutscher Hof- und Mühlenbesitzer und Politiker (NLP), MdR                                                                    | 82    |       |
| 13. Dezember | Georges Crès                           | französischer Verleger und Buchhändler                                                                                        | 60    |       |
| 13. Dezember | Amy Dillwyn                            | walisische Geschäftsfrau, Aktivistin, Philanthropin und Autorin                                                               | 90    |       |
| 13. Dezember | Franz Grafenauer                       | österreichischer Politiker | 75    |       |
| 13. Dezember | Victor Grignard                        | französischer Chemiker und Nobelpreisträger für Chemie                                                                        | 64    |       |
| 13. Dezember | Katherine Routledge                    | britische Historikerin und Ethnologin                                                                                         | 69    |       |
| 13. Dezember | Franz Schreiter                        | österreichischer Politiker (DnP), Abgeordneter zum Nationalrat                                                                | 74    |       |
| 13. Dezember | Konrad Wippermann                      | deutscher Landespolitiker in Schaumburg-Lippe und Vorsitzender der Landesregierung (1922–1925)                                | 77    |       |
| 14. Dezember | Georg Sailer                           | österreichischer Politiker (SDAP), Landtagsabgeordneter, Abgeordneter zum Nationalrat, Mitglied des Bundesrates               | 61    |       |
| 14. Dezember | Rudolf Scharizer                       | österreichischer Mineraloge und Petrograph                                                                                    | 76    |       |
| 14. Dezember | Stanley G. Weinbaum                    | US-amerikanischer Science-Fiction-Schriftsteller                                                                              | 33    |       |
| 15. Dezember | Frank Henry Cooney                     | US-amerikanischer Politiker                                                                                                   | 62    |       |
| 15. Dezember | Richard Glazebrook                     | britischer Physiker | 81    |       |
| 15. Dezember | Henry Krauss                           | französischer Schauspieler, Regisseur, Drehbuchautor                                                                          | 69    |       |
| 15. Dezember | Josef Pomper                           | österreichischer Politiker (Landbund), Landtagsabgeordneter, Landtagspräsident und Landesrat im Burgenland                    | 57    |       |
| 15. Dezember | Wassil Slatarski                       | bulgarischer Historiker | 69    |       |
| 15. Dezember | Max Winkelmann                         | deutscher Industrieller | 73    |       |
| 16. Dezember | Percy Carlyle Gilchrist                | Metallurg und Miterfinder des Thomas-Verfahrens                                                                               | 83    |       |
| 16. Dezember | Wera Glebowa                           | russisch-sowjetische Chemikerin                                                                                               | 50    |       |
| 16. Dezember | Albert Spear Hitchcock                 | US-amerikanischer Botaniker                                                                                                   | 70    |       |
| 16. Dezember | Michele Lega                           | italienischer Kurienkardinal der römisch-katholischen Kirche                                                                  | 75    |       |
| 16. Dezember | Alphonse John Smith                    | US-amerikanischer Geistlicher, Bischof von Nashville                                                                          | 52    |       |
| 16. Dezember | Thelma Todd                            | US-amerikanische Schauspielerin                                                                                               | 29    |       |
| 17. Dezember | Rudolf Claus                           | deutscher Widerstandskämpfer                                                                                                  | 42    |       |
| 17. Dezember | Juan Vicente Gómez                     | Präsident von Venezuela | 78    |       |
| 17. Dezember | Alf Svensén                            | schwedischer Turner und Offizier                                                                                              | 42    |       |
| 17. Dezember | Hans Wießmann                          | deutscher Agrikulturchemiker und Bodenkundler                                                                                 | 47    |       |
| 18. Dezember | Viggo Johansen                         | dänischer Maler und Zeichner                                                                                                  | 84    |       |
| 19. Dezember | James Aurig                            | deutscher Fotograf | 78    |       |
| 19. Dezember | Wilhelm Flegler                        | deutscher evangelischer Theologe, Lehrer, Historiker und Schriftsteller                                                       | 87    |       |
| 19. Dezember | Samuel W. Gould                        | US-amerikanischer Politiker                                                                                                   | 83    |       |
| 19. Dezember | Leopoldine Kutzel                      | österreichische Volkssängerin und Schauspielerin                                                                              | 75    |       |
| 19. Dezember | Fritz Linde                            | deutscher Heimatdichter | 53    |       |
| 19. Dezember | Max Möller                             | deutscher Physiker, Bauingenieur und Konstrukteur der „Möller-Brücke“                                                         | 81    |       |
| 19. Dezember | Emile Tibbaut                          | belgischer Politiker | 73    |       |
| 20. Dezember | Prokop Miroslav Haškovec               | tschechischer Romanist und Literaturwissenschaftler                                                                           | 59    |       |
| 20. Dezember | Guido Graf von Matuschka               | preußischer Generalmajor | 86    |       |
| 21. Dezember | Miquel Capllonch i Rotger              | spanischer Komponist und Pianist                                                                                              | 74    |       |
| 21. Dezember | Léon Couturier                         | französischer Maler und Illustrator                                                                                           | 92    |       |
| 21. Dezember | Alfred Kohlruß                         | bukowinadeutscher Jurist und Politiker                                                                                        | 60    |       |
| 21. Dezember | Charles MacIver                        | britischer Segler | 69    |       |
| 21. Dezember | Kurt Tucholsky                         | deutscher Journalist und Schriftsteller                                                                                       | 45    |       |
| 22. Dezember | Gustav von Branovaczky                 | siebenbürgischer Arzt und Medizinforscher, Augenheilkundler, Direktor des Städtischen Spitals und Stadtphysikus von Kronstadt | 85    |       |
| 22. Dezember | Issachar Ber Ryback                    | russisch-französischer Maler                                                                                                  | 38    |       |
| 22. Dezember | Thomas David Schall                    | US-amerikanischer Politiker                                                                                                   | 57    |       |
| 23. Dezember | Heinrich David                         | Schweizer Jurist und Politiker                                                                                                | 79    |       |
| 23. Dezember | Henrik Lund                            | norwegischer Landschaftsmaler, Porträtmaler, Radierer und Lithograf                                                           | 56    |       |
| 24. Dezember | Alban Berg                             | österreichischer Komponist der Zweiten Wiener Schule                                                                          | 50    |       |
| 24. Dezember | Emil Mumssen                           | deutscher Politiker, MdHB, Senator und Direktor der Hochbahn                                                                  | 64    |       |
| 24. Dezember | Eugen Richtmann                        | deutscher Kaufmann und Schriftsteller                                                                                         | 73    |       |
| 24. Dezember | Ramón Sijé                             | spanischer Dichter, Essayist, Journalist und Rechtsanwalt                                                                     | 22    |       |
| 25. Dezember | Paul Bourget                           | französischer Dichter und Kritiker                                                                                            | 83    |       |
| 25. Dezember | Leone Caetani                          | italienischer Historiker und Politiker, Mitglied der Camera                                                                   | 66    |       |
| 25. Dezember | Fritz Neuman                           | deutscher Ingenieur und Unternehmer                                                                                           | 67    |       |
| 26. Dezember | Charles Hillman Brough                 | US-amerikanischer Politiker                                                                                                   | 59    |       |
| 26. Dezember | Frigyes Korányi                        | ungarischer Diplomat und Politiker                                                                                            | 66    |       |
| 26. Dezember | Heinrich Krempel                       | österreichischer Bergsteiger                                                                                                  | 75    |       |
| 27. Dezember | Hermann Drechsler                      | deutscher Liederkomponist | 74    |       |
| 27. Dezember | Walter Prell                           | deutscher Landschafts- und Genremaler der Düsseldorfer Schule                                                                 |       |       |
| 27. Dezember | Stefan Wessely                         | ungarischer Filmarchitekt beim österreichischen Film                                                                          | 47    |       |
| 27. Dezember | Kubi Wohl                              | deutsch-jiddischer Dichter und Schriftsteller                                                                                 | 24    |       |
| 28. Dezember | Clarence Day                           | US-amerikanischer Schriftsteller und Karikaturist                                                                             | 61    |       |
| 28. Dezember | Ferdinand Kattenbusch                  | deutscher evangelischer Theologe                                                                                              | 84    |       |
| 28. Dezember | Benno Sabarth                          | deutscher Richter | 86    |       |
| 29. Dezember | Theodor Bucher                         | Schweizer Weinhändler und Mundartautor                                                                                        | 67    |       |
| 29. Dezember | Photios II.                            | Patriarch von Konstantinopel                                                                                                  |       |       |
| 29. Dezember | Gustav Adolf Pommer                    | österreichischer Mediziner | 84    |       |
| 29. Dezember | Alexander von Seydlitz-Kurzbach        | preußischer Generalleutnant                                                                                                   | 88    |       |
| 30. Dezember | Karl Maria von Andlau                  | elsässischer Graf und Jesuitenpater                                                                                           | 70    |       |
| 30. Dezember | Hermann Dingler                        | deutscher Botaniker | 89    |       |
| 30. Dezember | Ludwig Elster                          | deutscher Nationalökonom und Hochschulreferent                                                                                | 79    |       |
| 30. Dezember | Rufus Isaacs, 1. Marquess of Reading   | britischer Politiker und Jurist                                                                                               | 75    |       |
| 30. Dezember | Heinrich Klingenberg                   | deutscher Maler | 67    |       |
| 30. Dezember | Hunter Liggett                         | US-amerikanischer General | 78    |       |
| 30. Dezember | Stanislav Souček                       | tschechischer Philologe slawischer Sprachen, Bohemist und Literaturhistoriker                                                 | 65    |       |
| 30. Dezember | Johannes Wunderlich                    | deutscher Jurist und Politiker (DVP), MdR                                                                                     | 59    |       |
| 31. Dezember | Edmund Brückner                        | deutscher Diplomat und Ministerialbeamter                                                                                     | 64    |       |
| 31. Dezember | Pierre Failliot                        | französischer Leichtathlet und Rugby-Union-Spieler                                                                            | 48    |       |
| 31. Dezember | Edith Jacobsohn                        | deutsche Übersetzerin und Verlegerin                                                                                          | 44    |       |
| 31. Dezember | Heinrich Knoch                         | deutscher Fabrikant und Politiker                                                                                             | 66    |       |
| 31. Dezember | Roland Köster                          | deutscher Diplomat | 52    |       |
| 31. Dezember | Terada Torahiko                        | japanischer Physiker und Schriftsteller                                                                                       | 57    |       |